# Diphyus lustratorius
Diphyus lustratorius är en stekelart som först beskrevs av André Seyrig 1928.  Diphyus lustratorius ingår i släktet Diphyus och familjen brokparasitsteklar. Inga underarter finns listade i Catalogue of Life.